# Sacomã
Sacomã é um distrito situado na região sudeste do município de São Paulo, no estado de São Paulo, no Brasil. Do ponto de vista cultural e tradicional, o distrito do Sacomã é ligado ao distrito do Ipiranga. A região tradicionalmente chamada de Sacomã corresponde à área comercial localizada nas últimas quadras da Rua Silva Bueno, Rua Greenfeld, Rua Agostinho Gomes, Rua Manifesto e Rua Bom Pastor, onde se encontra o terminal de ônibus Sacomã (Ipiranga).

## História
O nome original do distrito era Saccoman, em homenagem à família homônima de empreendedores franceses proprietária do "Estabelecimento Cerâmico Saccoman Frères", primeira grande fábrica de produtos cerâmicos, especialmente telhas, do Brasil. Parte da área antes ocupada pela fábrica é, hoje, a Favela Heliópolis, a maior da cidade de São Paulo.
Região historicamente de ocupação proletária, com forte presença de imigrantes espanhóis e italianos no século XX, serviu como moradia para trabalhadores de indústrias do Ipiranga, da Mooca e do ABC Paulista. Desse distrito, parte a rodovia Anchieta, ponto de saída do município de São Paulo para o litoral de São Paulo. O distrito faz divisa com os distritos do Cursino e do Ipiranga e com os municípios de São Bernardo do Campo e São Caetano do Sul. O Sacomã também é próximo de outros distritos importantes de São Paulo, como Jabaquara, Saúde, Vila Mariana, Mooca e Vila Prudente.
Recebeu um novo terminal de ônibus, o Terminal Sacomã, com ônibus de pontos da Zona Sul de São Paulo e do ABC. É junto a esse terminal que se inicia a primeira linha do Expresso Tiradentes.
No dia 30 de janeiro de 2010, foi inaugurada a Estação Sacomã, integrada ao Terminal de ônibus "Expresso Tiradentes" (popularmente conhecido como "Fura-fila"), pertencente à Linha 2 do Metropolitano de São Paulo. Apesar do nome, ela está localizada no distrito vizinho do Ipiranga, nas proximidades do distrito do Sacomã.

## Demografia
Evolução demográfica do distrito do Sacomã

## Bairros
Bairros do Sacomã:
- Jardim Ana Maria
- Jardim Botucatu
- Jardim Celeste
- Jardim Clímax
- Jardim dos Bandeirantes
- Jardim Elísio
- Cidade Nova Heliópolis
- Jardim Imperador
- Jardim Leônidas Moreira
- Jardim Liar
- Jardim Maria Estela
- Jardim Natália
- Jardim Patente
- Jardim Patente Novo
- Jardim Santa Cruz
- Jardim Santa Emília
- Jardim Santo Antônio do Cursino
- Jardim Seckler
- Jardim Tropical
- Parque Bristol
- Jardim São Savério
- São João Clímaco
- Vila Anchieta
- Vila Arapuã
- Vila Bandeirantes
- Vila Caraguatá
- Vila Conde do Pinhal
- Vila Cristália
- Vila Cristina
- Vila das Mercês
- Vila Elísio
- Vila Henrique Cunha Bueno
- Vila Liviero
- Vila Marte
- Vila Moinho Velho
- Vila Moraes
- Vila Natália
- Vila Quaquá
- Sacomã
- Vila Romano
- Vila Sacomã
- Vila Santa Teresa
- Vila Vera
- Vila Vergueiro
- Vila Vermelha